# パーソナルカラリスト検定
パーソナルカラリスト検定とは、一般社団法人日本カラリスト協会が実施するパーソナルカラーに関する知識や技法を問う民間資格試験である。

## 解説
パーソナルカラリスト®は、その人が本来持っている色（パーソナルカラー）の魅力を最大限に引き出し、その人に似合う色を提案できる人材のこと。日本カラリスト協会はパーソナルカラリストの育成を目指している。

## 沿革
2005年（平成17年）7月に「色彩資格パーソナルカラリスト　パーソナルカラー検定」として始まり、2016年から「パーソナルカラリスト検定」の名称で実施されている。
パーソナルカラリスト検定は、「人と色」に着目した、色彩知識と配色調和を身につける民間資格試験。
色彩やCUS®配色調和を学び、技術を磨いたり、販売・サービスなどの仕事や、毎日の洋服選び・食卓の飾りつけ・インテリアなどに応用することを目指す。

## 試験概要
受検資格は設けられていない。1級から3級に分かれており、2・3級の併願受検が可能である。会場試験の合格率は、3級（75％）・2級（70％）・1級（50％）となる。合格後は、合格証書が贈られ、カラリスト登録によりカラリスト資格認定証とカラリスト資格番号が付与される。
試験は、毎年7月第1日曜日・11月第3日曜日・2月第3月曜日の年3回実施される。試験会場は全国6箇所(札幌・足利・東京・名古屋・大阪・福岡)で行われ、その他にWEB試験・在宅ペーパー試験がある。
- 3級:年3回実施。会場試験はマークシート方式で行われ、試験時間は70分、受験料は7,700円（税込）。
- 2級:年3回実施。会場試験はマークシート方式で行われる。試験時間は80分、受験料は11,000円（税込）。
- 1級:年3回実施。会場試験は、1次試験と2次試験に分かれており、1次試験はマークシート方式、2次試験は記述を含む配色実技で行われる。試験時間は1次試験70分、2次試験80分。受験料は17,600円（税込）。

尚、1次試験のみ又は2次試験のみの合格者は以降2年間に限り、再受検の際に1次試験又は2次試験が免除される。